# Права интерсекс-людей в Непале
В 2015 году Непал ввел конституционное признание «гендерные и сексуальные меньшинства». Несмотря на это, ситуация с правами интерсекс-людей в Непале неясна. Местные активисты выявили нарушения прав человека по отношению к интерсекс-людям, в том числе значительные пробелы в защите прав на физическую неприкосновенность, а также в защите от дискриминации. Первая национальная встреча интерсекс-людей состоялась в начале 2016 года при поддержке ПРООН.

## История
Правозащитная организация «Blue Diamond Society», основанная в 2001 году в Непале, борется за политические и социальные права. 21 декабря 2007 года Верховный суд Непала постановил, что новое демократическое правительство должно создать законы, защищающие права ЛГБТИ и изменить существующие законы, которые равносильны дискриминации. В сентябре 2015 года после продолжительных обсуждений парламент одобрил несколько статей, в которых упоминались права женщин и сексуальных меньшинств в новой конституции страны. Среди них:
- Статья 12 гласит, что люди имеют право на документы, удостоверяющие личность, которые отражают их гендер.
- Статья 18 охватывает права на равенство и гласит, что государство не будет "дискриминировать каких-либо граждан по признаку происхождения, религии, расы, касты, племени, пола, языка или идеологических убеждений или любого другого статуса".
- В статье 18 также перечислены «меньшинства, маргинализированные, молодежь, дети, пожилые люди, гендерные и сексуальные меньшинства, инвалиды» как неблагополучные группы, признанные в Конституции.

Конституция вступила в силу 20 сентября 2015 года. Эти изменения означают, что Непал, вероятно, является самой прогрессивной страной в Южной Азии в отношении прав ЛГБТ. Тем не менее, интерсекс-люди в Непале сообщают о многочисленных трудностях, включая право на смену пола, право на телесную неприкосновенность и здоровье.
В феврале 2018 года азиатские интерсекс активисты опубликовали Заявление Интерсекс Азия и Азиатский интерсекс форум, в котором изложены местные требования.
Проблемы с интерсексом в Непале часто можно рассматривать как проблемы третьего пола, и наиболее известной группой третьего пола в Южной Азии, возможно, является хиджра. Серена Нанда пишет: 
В Индии широко распространено убеждение, что хиджры рождаются интерсексами и забираются сообществом хиджры при рождении или в детстве, но я не нашел никаких доказательств в поддержку этой версии среди хиджр, которых я встречал, все из которых присоединились к сообществу добровольно, часто в подростковом возрасте
Это суеверие оказывает влияние, когда рождаются дети. Уорн и Раза утверждают, что связь между интерсексами и хиджрами в основном необоснованна, но вызывает у родителей страх перед возможной будущей жизнью их ребенка.

## Физическая неприкосновенность

Юридический запрет на медицинские вмешательства в тела интерсекс-людей без их добровольного согласия.
Нормативная приостановка не согласованных медицинских вмешательств

В Непале нет законов, направленных на защиту физической неприкосновенности интерсекс-людей. В июне 2016 года Комитет ООН по правам ребенка опросил правительство Непала и выявил обеспокоенность по следующим пунктам:
- недостаточная осведомленность о проблемах, связанных с детьми интерсексами в Непале, и о высоких уровнях стигматизации и дискриминации, с которыми сталкиваются дети интерсексы;
- проблемы, с которыми сталкиваются интерсекс-дети, чтобы получить доступ к документам, удостоверяющим личность, которые соответствуют их гендерной идентичности;
- случаи ненужных с медицинской точки зрения операций и других процедур на интерсекс-детях до того, как они могут дать свое согласие, что часто влечет за собой необратимые последствия и может вызвать серьезные физические и психологические проблемы; отсутствие компенсаций в таких случаях[13].

Комитет призвал к расследованию нарушений прав человека, обучению медицинских работников.

Защита прав интерсексов
Защита ряда прав интерсексов
Защита прав интерсексов в ещё более узкой выборке характеристик

## Защита от дискриминации
Несмотря на то, что Конституция от 2015 года обеспечивает защиту сексуальных и гендерных меньшинств, инвалидов и других меньшинств, Эсан Регми выявил ряд проблем, с которыми сталкиваются интерсексы в Непале, включая дискриминацию, а также отсутствие специальных исследований и мероприятий по интерсекс-вопросам в рамках ЛГБТИ-движения в Непале. Также возможность вступать в брак и в права наследования вызывают озабоченность.

## Документы удостоверяющие личность
По словам местных интерсекс-активистов, интерсексы не могут изменить имя или гендерный маркер в непальских свидетельствах о рождении, а также имеют трудности с обновлением академических справок и свидетельств о гражданстве. Интерсекс-людей часто путают с «третьим полом», что создает дополнительные трудности.

## Правозащитная деятельность
8-9 февраля 2016 года при поддержке ПРООН и других организаций «Blue Diamond Society» провели первое общенациональное собрание интерсекс-людей. Заседание было проведено Эсаном Регми с 13 участниками со всего Непала.

### Организации
Первая и единственная организация по защите прав интерсекс-людей в Непале - это Campaign for Change.

## Терминология
На непальском языке интерсексы называются «антарлинги» (непальск. अन्तर्लिङ्गी).